# Bratři Neugebauerové
Bratři Neugebauerové (Franz Hubert Neugebauer a Josef Richard Neugebauer) byli čeští, německy mluvící židovští architekti.

## Dílo
- dvojdům Kaprova 9–11, Praha-Josefov (1906–1907, spoluautor Franz Pohl) – budova ve stylu vídeňské moderny, keramické reliéfy od Rudolfa Luksche[3][2] (postavy na reliéfech představují muže a ženu se vzepjatýma rukama, muž má za zády symbolický sluneční kotouč, žena pravděpodobně měsíc[4][5])
- dvojdům Heřmanova čp. 1807–8, Praha-Holešovice[2]

## Galerie

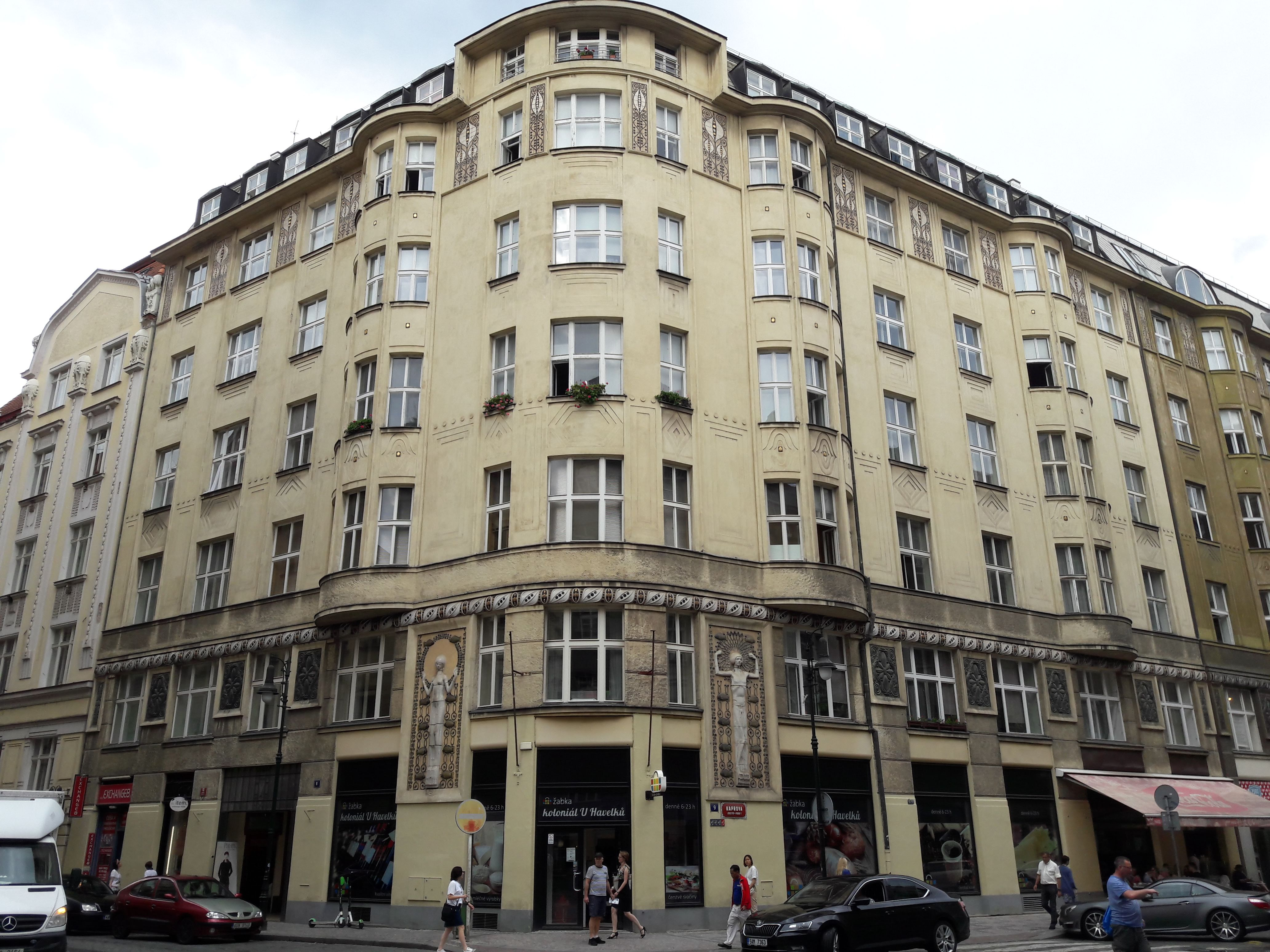
Dvojdům Kaprova 9-11, Praha - Josefov
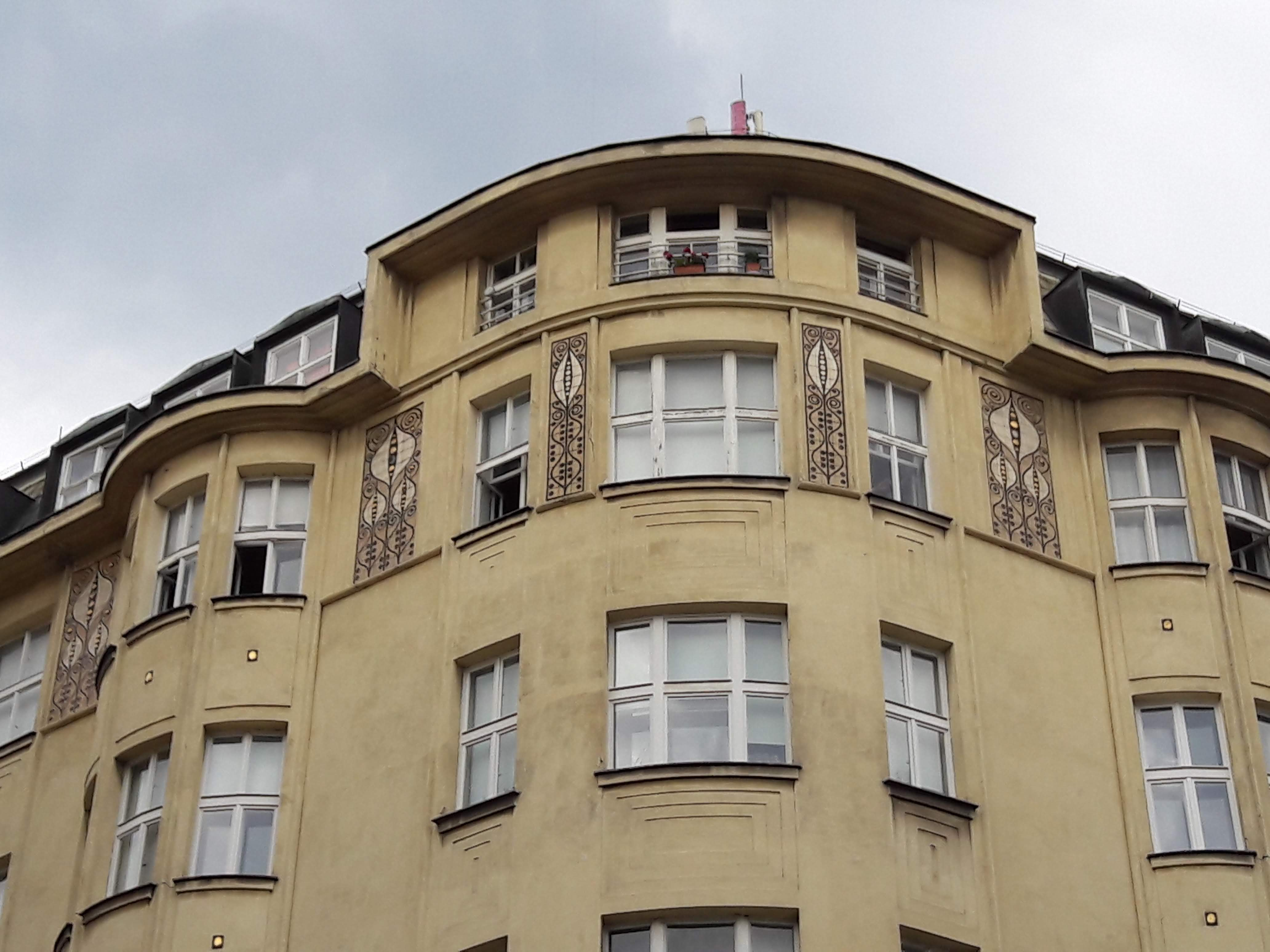
Dvojdům Kaprova 9-11, Praha - Josefov, detail fasády
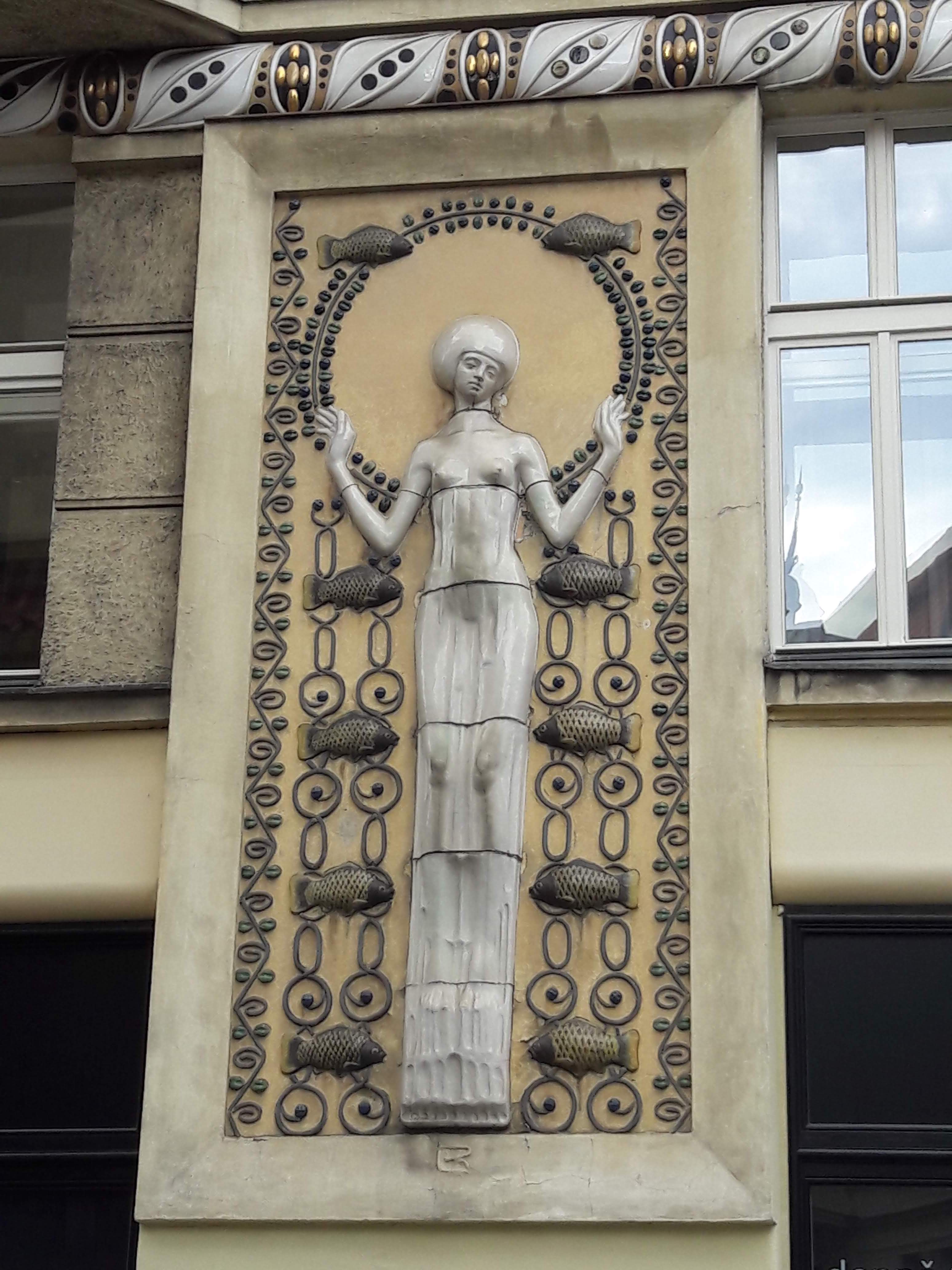
Dvojdům Kaprova 9-11, Praha - Josefov, keramický reliéf Rudolfa Luksche s motivy ryb